# باريتون (آلة)

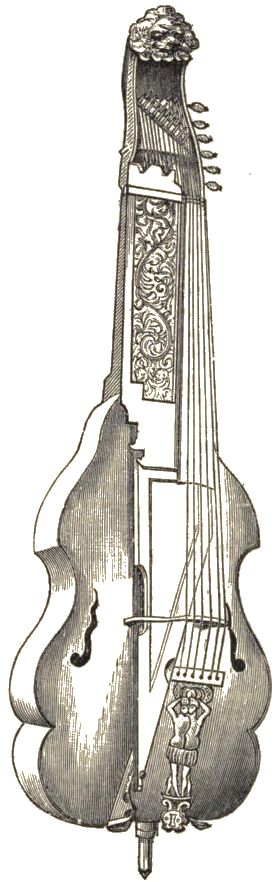
الباريتون.

الباريتون هي آلة موسيقية وترية حظيت بشعبية واسعة خلال القرن الثامن عشر الميلادي. وهي تتألف من عَتَب (أو صفحة أصابع كأصابع العود) وستة أوتار.